# Sciarosoma borealis
Sciarosoma borealis is een muggensoort uit de familie van de Diadocidiidae. De wetenschappelijke naam van de soort is voor het eerst geldig gepubliceerd in 2002 door Chandler.